# 이란 핵협정 포괄적 행동 계획의 국제적 반응
이란 핵협정의 포괄적 공동 행동 계획(포괄적 공동 행동계획 영문 약어 JCPOA의 공동 핵협정 종합 계획, Persian, 약어: برجام)는 이란의 군사적 목적의 핵개발을 막는 비핵화 협정이다. BARJAM는 흔히 이란 핵 거래 또는 이란과의 비핵화 핵 협상으로 알려진 합의이다. 이란의 핵 프로그램에 대한 합의는 비엔나에서, 2015년 7월 14 일 이란과 P5 + 1 (다섯 개 미국을 포함한 UN 상임 이사국 중국, 프랑스, 러시아, 영국, 미국, 독일 등의 국가 안전 보장 이사회, 및 유럽 연합이 이란과 합의를 한 것이다.

## 개요

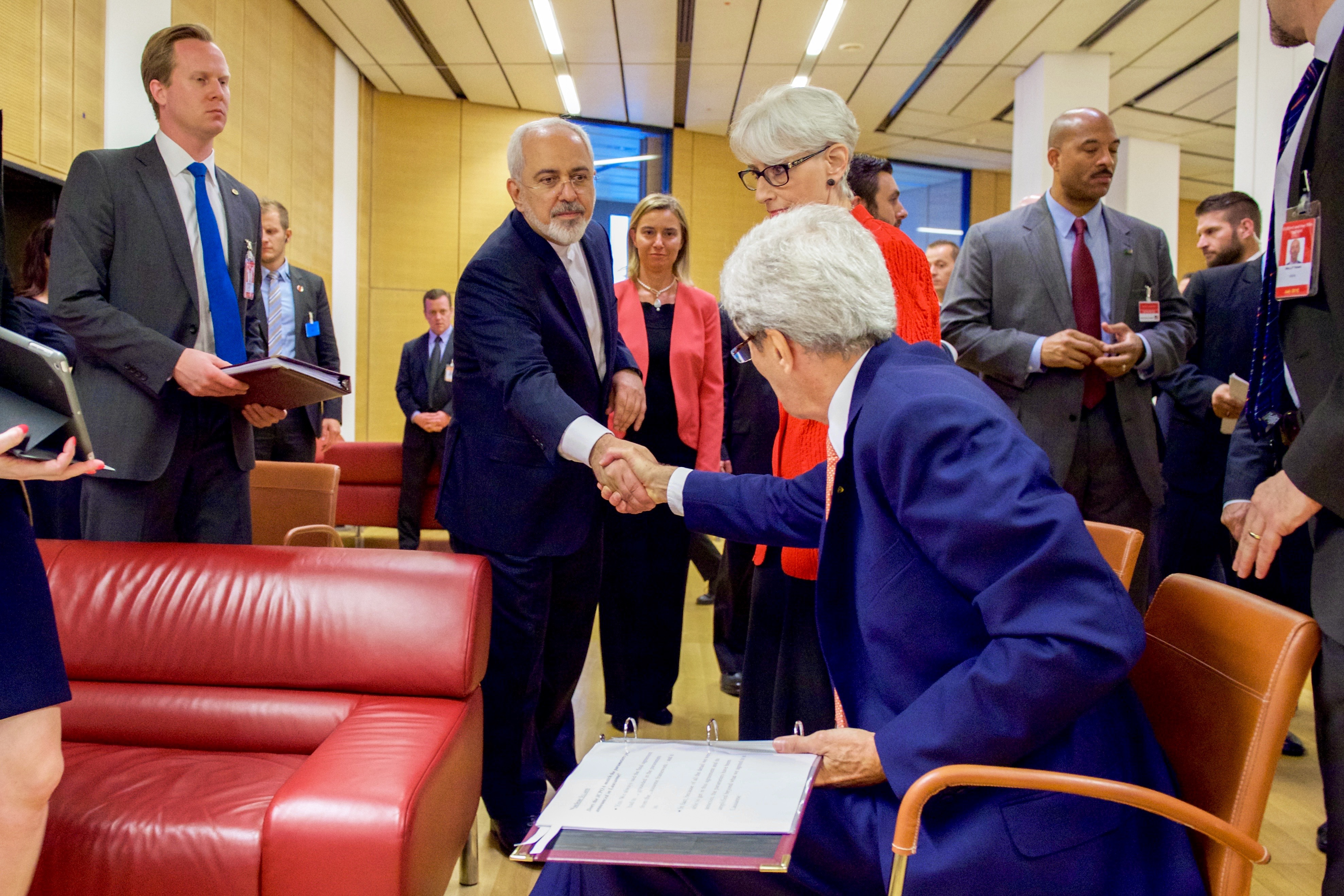
존 캐리 미국 국무장관과 모하마드 자바드 자리프 이란 외무부 장관이 악수를 하는 모습

이란의 군사 목적 비핵화 협정 포괄적 공동행동계획에 대해서 여러 나라가 이란의 비핵화를 달성을 위한 방향 이라고 긍정적인 성명 과 희망을 표명하였다. 전체적으로 반응을 종합적으로 분석하면 긍정적 또는 부정적인 내용이 혼합된 국제적 반응을 받았다. 특히 이란의 이웃 국가들 이스라엘 등 과 미국의 특정한 국회의원들은 협정에 대해 회의적인 태도를 보였으며,이 협정에 중대한 결함이있는 것으로 보았다.

## 핵협정 포괄적 행동 계획에 대한 반응

### 정치 및 외교적 반응
이란 핵협정 계약 발표 후 전 세계적으로 긍정적 또는 부정적인 반응이 있었다. 약 90 개국 이상이 이란 핵협정 계약을 입장을 표시 하였으며, 특히 많은 국제기구들 역시 각각 외교적 반응을 표시 했다.
- 유럽연합 : 외교 안보 정책 연합 대표 대변인 페데리카 모 게리니 (Federica Mogherini)는 유럽 연합 코디네이터로 활동하면서 "국제 관계의 새로운 장을 열어 외교, 조정, 협력이 수십 년의 긴장을 극복하고 대결 "과"전세계에 대한 희망의 표시 "라고 팔요 하였다.[2][3]

- 독일 앙겔라 메르켈 총리는 이번 이란 협정이 국제 외교의 "중요한 성공"이라고 말했다. 또한 시그마 가브리엘 (Sigmar Gabriel) 부총리 겸 경제부 장관은 이번 합의는 "역사적인 돌파구"라고 말했다. 2015년 7월 중순 가브리엘은 독일 산업 및 과학 대표단과 함께 독일-이란 무역 강화에 중점을 두고 이란을 3 일간 방문했다. 가브리엘은 "이란과 독일간에 경제 관계 정상화 및 강화에 독일 산업의 일부에 큰 관심이 있었다"고 말했다.[4]

- 이란, 이란의 최고 지도자인 아야톨라 알리 카메네이 (Ayatollah Ali Khamenei)는 처음에 이란의 군사 목적 비핵화 협상 향후 진행 방법에 대해 Rouhani 대통령에게 가이드 라인을 발표했다.[5][6]

- 미국, 미국의 오바마 전 대통령은 이란 군사 목적 비핵화 협정이 "모든 하나를 충족시킨다" 라고 하면서, 올 봄 초에 이란 비핵화 프레임 워크를 달성했을 때 수립 한 결론인 즉 이란이 핵무기를 개발할 수 있는 모든 길은 끊어졌다. 라고 강조하였으며, 그리고 이란 비핵화 목표가 확립 될 것임을 검증하기 위해 필요한 검사 및 투명성 체제를 유지하면서, 계약이"신뢰가 아닌 검증에 기반을 두고있다 "고 강조했다.[7][8] 존 메케인 미국 의회 의장은 은 60 일 간의 의회 검토 기간 동안이 거래에 대한 청문회를 개최하기로 약속했으며, 이란과 핵협상 대해 "전적으로 반대"하고 있다고 밝혔다. 또 다른 공화당의 외교 정책분야 의장인 밥 크루커 (Bob Corker) 역시도 또한 미국을 포함한 UN 상임 이사국이 이란에 너무 많은 것을 양보하였다고, 믿으며 이란과의 핵협상 승인을 반대했다.[9]

- 이스라엘, 이스라엘의 벤자민 네타냐후 총리는 다음과 같이 말했다. "이스라엘은 이란과의 계약에 구속되지 않습니다. 이란은 이스라엘 국가의 파괴를 계속 추구하고 있기 때문에 항상 이스라엘은 우리 자신을 방어 할 것 입니다."[10] 벤자민 네타냐후 총리는 이란과의 핵협상은 지나친 "자비"라고 비난하면서 및 "역사적으로 남을 잘못된 실수" 라고 평가했다.[11]

## 미국의 최근 반응
미국 대통령 도날드 트럼프는 이란 핵협정의 주요한 몇가지 결함을 해결할 것을 요구하면서 이란측 군사 목적의 비핵화 재협정을 요구 하였다.

## 같이 보기
- 키암 1호 이란의 단거리 미사일
- 이란의 핵 문제
- 이란 핵협정 프레임 워크
- 이란 핵협정의 협상 과정- 1년 6개월에 걸친 이란 핵협정 과정
- 북미 정상회담 - 한반도 비핵화 협정을 위한 북미 정상간 회담